# Nuctenea
Nuctenea is een geslacht van spinnen uit de familie wielwebspinnen (Araneidae).

## Soorten
Het geslacht kent de volgende soorten:
- Nuctenea cedrorum (Simon, 1929) — Algerije
- Nuctenea silvicultrix (C. L. Koch, 1835) — Palearctisch gebied
- Nuctenea umbratica (Clerck, 1757) — Europa tot Azerbaidzjan
  - Nuctenea umbratica nigricans (Franganillo, 1909) — Portugal
  - Nuctenea umbratica obscura (Franganillo, 1909) — Portugal